# Poul Reumert
Poul Reumert (né le 26 mars 1883 à Copenhague et mort le 19 avril 1968  dans la même ville) est un acteur danois.

## Filmographie partielle
- 1910 : L'Abîme d'Urban Gad
- 1922 : La Sorcellerie à travers les âges de Benjamin Christensen
- 1942 : Princesse des faubourgs (Afsporet) de Bodil Ipsen et Lau Lauritzen Jr.